# Rio Novo (Santa Catarina)
Pour les articles homonymes, voir Rio Novo.
Le rio Novo (« rivière Nouvelle ») est une rivière brésilienne du nord de l'État de Santa Catarina.
Sa jonction avec le rio Humboldt, dans le centre de la ville de Corupá, donne naissance au rio Itapocu.